# NGC 63
NGC 63 је спирална галаксија у сазвежђу Рибе која се налази на NGC листи објеката дубоког неба.
Деклинација објекта је + 11° 27' 0" а ректасцензија 0h 17m 45,5s. Привидна величина (магнитуда) објекта NGC 63 износи 11,8 а фотографска магнитуда 12,7. Налази се на удаљености од 18,7000 милиона парсека од Сунца. NGC 63 је још познат и под ознакама UGC 167, MCG 2-1-30, CGCG 433-42, IRAS 00151+1110, PGC 1160.